# Bahnstrecke Slagelse–Næstved
| Brücke über die Suså |                      |                                               |                       |
| |                      |                                               |                       |
| Kursbuchstrecke: | 25 (1944); 27 (1950) |                                               |                       |
| Streckenlänge: | 40,1 km              |                                               |                       |
| Spurweite: | 1435 mm (Normalspur) |                                               |                       |
| Streckengeschwindigkeit: | 90 km/h              |                                               |                       |
| |                      |                                               |                       |
| \| \| \| von København \| \| \| \| 0,0 \| Slagelse \| 33,7 m.o.h. \| \| \| \| nach Fredericia \| \| \| \| 8,2 \| Sludstrup (Bf 1912–1959, Hp bis 1. Dez. 1959) \| 37,1 m.o.h. \| \| \| \| Lindeså \| \| \| \| 11,3 \| Flakkebjerg (Bf bis 1966, dann Hp) \| 34,4 m.o.h. \| \| \| 15,4 \| Dalmose \| 31,2 m.o.h. \| \| \| \| nach Skælskør \| \| \| \| 18,5 \| Holsteinborg (1926–1969) \| 25,5 m.o.h. \| \| \| \| Saltøå \| \| \| \| 23,0 \| Sandved \| 20,1 m.o.h. \| \| \| 27,9 \| Hyllinge \| 19,1 m.o.h. \| \| \| 32,8 \| Fodby (1917–1963) \| 17,9 m.o.h. \| \| \| 34,5 \| Ladby Sjælland (1928–21. Mai 1955) \| 20,4 m.o.h. \| \| \| 38,9 \| Suså (32,4 m) \| 8,7 m.o.h. \| \| \| \| Militærsporet Næstved \| \| \| \| \| von Ringsted \| \| \| \| \| von Roskilde \| \| \| \| 41,1 \| Næstved \| 14,1 m.o.h. \| \| \| \| nach Rødby Færge \| \| \| \| \| \| \| \| Quellen: [1] \| \| \| \| |                      |                                               |                       |
| Strecke |                      | von København                                 | von København         |
| Bahnhof | 0,0                  | Slagelse                                      | 33,7 m.o.h.           |
| Abzweig ehemals geradeaus und nach rechts |                      | nach Fredericia                               | nach Fredericia       |
| Bahnhof (Strecke außer Betrieb) | 8,2                  | Sludstrup (Bf 1912–1959, Hp bis 1. Dez. 1959) | 37,1 m.o.h.           |
| Brücke über Wasserlauf (Strecke außer Betrieb) |                      | Lindeså                                       | Lindeså               |
| Bahnhof (Strecke außer Betrieb) | 11,3                 | Flakkebjerg (Bf bis 1966, dann Hp)            | 34,4 m.o.h.           |
| Bahnhof (Strecke außer Betrieb) | 15,4                 | Dalmose                                       | 31,2 m.o.h.           |
| Abzweig geradeaus und nach rechts (Strecke außer Betrieb) |                      | nach Skælskør                                 | nach Skælskør         |
| Haltepunkt / Haltestelle (Strecke außer Betrieb) | 18,5                 | Holsteinborg (1926–1969)                      | 25,5 m.o.h.           |
| Brücke über Wasserlauf (Strecke außer Betrieb) |                      | Saltøå                                        | Saltøå                |
| Bahnhof (Strecke außer Betrieb) | 23,0                 | Sandved                                       | 20,1 m.o.h.           |
| Bahnhof (Strecke außer Betrieb) | 27,9                 | Hyllinge                                      | 19,1 m.o.h.           |
| Bahnhof (Strecke außer Betrieb) | 32,8                 | Fodby (1917–1963)                             | 17,9 m.o.h.           |
| Haltepunkt / Haltestelle (Strecke außer Betrieb) | 34,5                 | Ladby Sjælland (1928–21. Mai 1955)            | 20,4 m.o.h.           |
| Brücke über Wasserlauf (Strecke außer Betrieb) | 38,9                 | Suså (32,4 m)                                 | 8,7 m.o.h.            |
| Abzweig geradeaus und nach links (Strecke außer Betrieb) |                      | Militærsporet Næstved                         | Militærsporet Næstved |
| Abzweig ehemals geradeaus und von links |                      | von Ringsted                                  | von Ringsted          |
| Abzweig geradeaus und von links |                      | von Roskilde                                  | von Roskilde          |
| Bahnhof | 41,1                 | Næstved                                       | 14,1 m.o.h.           |
| Strecke |                      | nach Rødby Færge                              | nach Rødby Færge      |
| |                      |                                               |                       |
| Quellen: |                      |                                               |                       |

Die Bahnstrecke Slagelse–Næstved ist eine ehemalige Bahnstrecke auf der dänischen Insel Seeland. Sie führte von Slagelse über Dalmose nach Næstved.

## Planung, Errichtung und Inbetriebnahme
Eine Eisenbahnstrecke zwischen Slagelse und Næstved wurde erstmals im Jahr 1872 vorgeschlagen. Diese sollte dabei hauptsächlich für Reisende die Strecke zwischen Südseeland und Fünen bzw. Jütland abkürzen und dem Umweg über Ringsted ersparen.
Mit dem Eisenbahngesetz vom 12. April 1889 wurde der Bau der Bahnstrecke Slagelse–Næstved zusammen mit dem Bau der abzweigenden Strecke Dalmose–Skælskør und der Verlegung des Bahnhofs Slagelse beschlossen.
Für den Bau der Strecke wurden Bagger als damals relativ neuartige Baumaschinen eingesetzt, die von englischen Mannschaften bedient wurden. Beim Oberbau wurden Schienen mit einem Metergewicht von 22,5 kg pro Meter und in Kiesschotter verbaut. Der besonders kalte Winter 1890/1891 verzögerte die Bauarbeiten, so dass die Eröffnung der Strecke von Danske Statsbaner als Staatseisenbahn auf den 15. Mai 1892 verschoben wurde.

## Bauwerke
Die Bahnhofsgebäude wurden von dem Architekten N. P. C. Holsøe geplant. Das Gebäude in Sludstrup wurde abgerissen, die Gebäude in Flakkebjerg, Dalmose, Sandved, Hyllinge und Fodby sind noch vorhanden.
In Dalmose wurde ein zweiständiger Lokschuppen und eine Drehscheibe gebaut.

## Betrieb
Für den Betrieb auf den beiden Strecken beschaffte die Det Sjællandske Jernbaneselskab 1891 die vier Schlepptenderlokomotiven SJS B85–B88 (ab 1893 DSB BS) und die Tenderlokomotiven SJS L91–L93 (ab 1893 DSB LS) von John Cockerill. Zwischen Dalmose und Skælskør fuhr nur die Baureihe BS bis etwa 1900. Ab 1896 verkehrten die P (I) 103, 104 und 126, zwischen 1898 und 1899 die Lokomotiven N (II) 186–188 und ab 1901 die SJS A1–A4 (ab 1893 DSB AS). Ab 1918 folgte die J (II) und um 1940 sind einzelne Einsätze der A notiert.
Ab der Inbetriebnahme verkehrten auf der Hauptstrecke von Slagelse nach Næstved vier tägliche Zugpaare bei einer Streckenhöchstgeschwindigkeit von 70 km/h. Dazu fuhr jeweils ein Anschlusszug ab Dalmose nach Skælskør. 1917 wurden nur noch drei Zugpaare gefahren, bis 1930 wurde das Angebot schrittweise auf acht Zugpaare ausgeweitet. Starker Rückgang des Verkehrs zwischen 1930 und 1932 führten erneut zu einer Angebotsverringerung, die sich 1933 mit vier Zugpaaren im Fahrplan niederschlägt.
1915 bis 1921 wurden der Oberbau verstärkt, indem die Schienen durch solche mit 37 kg pro Meter und der Schotter durch Steinschotter ersetzt wurden.
Nachdem die Strecke eingezäunt wurde, wurde 1923 die Streckenhöchstgeschwindigkeit auf 90 km/h angehoben.
In den 1960er Jahren wurde die Strecke wieder erneuert.

## Einstellung
Der Personenverkehr wurde zum 23. Mai 1971 eingestellt. Nach dessen Einstellung wurden die Güterwagen im noch bedienten Abschnitt Slagelse–Sandved bis 1986 mit einer in Dalmose stationierten Rangierlokomotive gefahren.

## Weitere Entwicklung
2007 beschloss Banedanmark, die ehemalige Strecke zu veräußern. Am 15. November 2011 konnte der gepflasterte Wander- und Radweg Fodsporet vom Herluf Trolles Vej in Slagelse bis zur Herlufsholm Alle in Næstved eingeweiht werden. Er ist 37 km lang und folgt der Strecke mit Ausnahme eines Abschnittes zwischen Fodby und Ladby.
Die Eisenbahnbrücke über den Suså wurde für 1,5 Mio. DKK renoviert, die Stahlkonstruktion wurde sandgestrahlt und lackiert. Der größte Teil der 11,5 km langen Nebenstrecke Dalmose–Skælskør gehört ebenfalls zum Fodsporet.